# Serra de São José

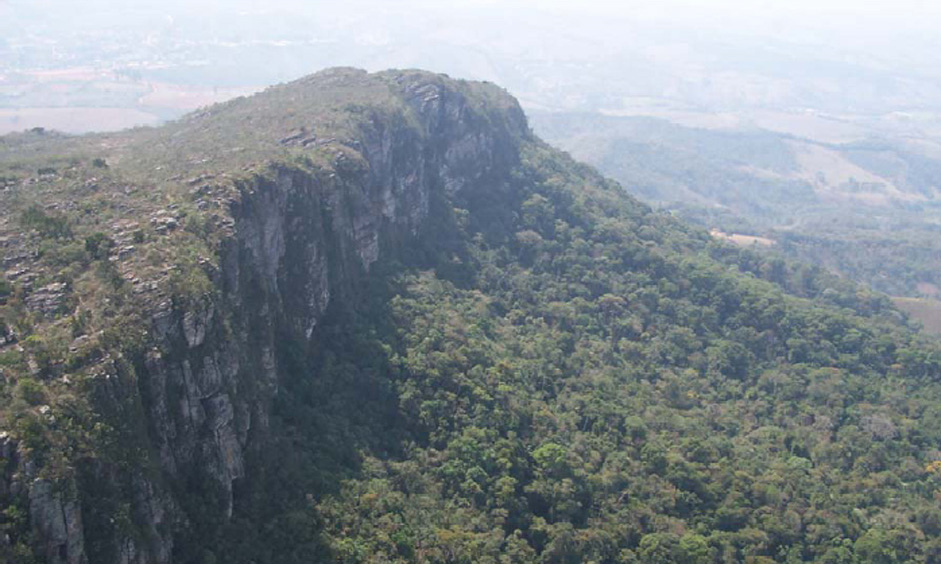
Vertente sul da Serra de São José

A Serra de São José está localizada entre os municípios de São João del-Rei, Tiradentes, Santa Cruz de Minas, Coronel Xavier Chaves e Prados. Caracteriza-se por ser uma formação de quartzito (de fino a grosso) e meta-pelito, apresentando, ainda, dois diques: meta-basito e diabásio. Grandes blocos, chamados de Pontões, compõem o lugar, além dos vários blocos de pedra espalhados por todo o local. O quartzito é explorado na Mineração Ômega. Com altitude máxima de aproximadamente 1.300 metros, uma área rica em cachoeiras (na borda oeste) e responsável pela produção de águas minerais magnesiana e radioativa na fonte.
A serra faz parte de uma Área de Proteção Ambiental e é gerida pelo Instituto Estadual de Florestas (IEF), sediado na Casa da Serra, em Prados, com outra unidade instalada na Casa das Águas, em Tiradentes, próximo ao Balneário de Águas Santas.

## Refúgio de Vida Silvestre Libélulas da Serra de São José

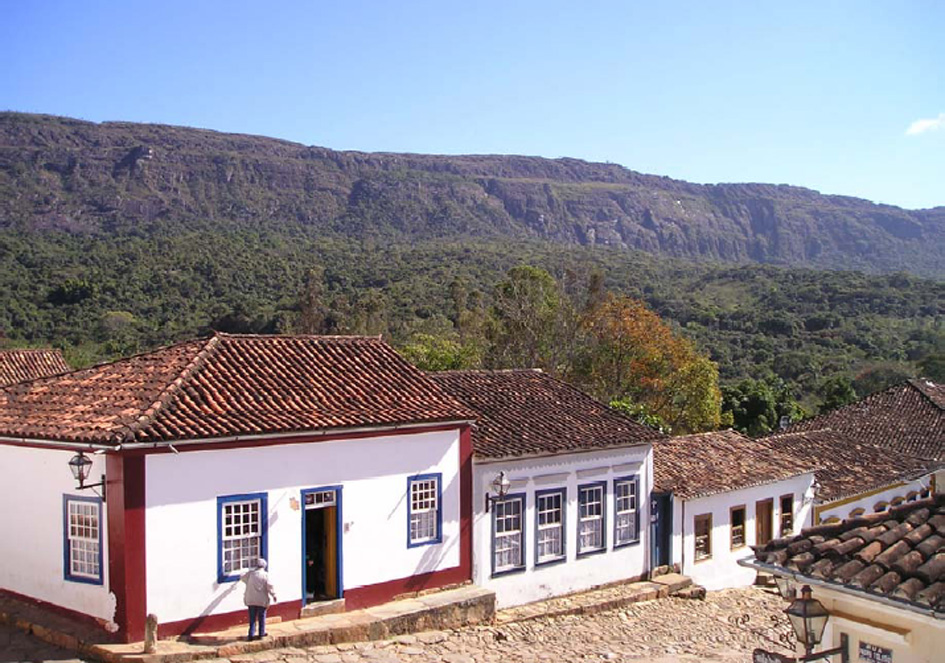
Vista da Serra de São José a partir de Tiradentes

Localizado em uma região privilegiada, o Refúgio de Vida Silvestre Libélulas da Serra de São José destaca-se como um dos locais mais ricos em diversidade de espécies de libélulas em todo o mundo. Sua importância é evidenciada pelo fato de abrigar aproximadamente 50% de todas as espécies de libélulas conhecidas em Minas Gerais e cerca de 18% das encontradas em todo o Brasil.
Criado em 2004, por meio do Decreto Estadual nº 43.908, de 05 de novembro de 2004, como área de proteção integral, esse refúgio, distribuído em uma área de aproximadamente 37 quilômetros quadrados, abrange diferentes municípios, entre eles Santa Cruz de Minas, Tiradentes, São João del-Rei, Coronel Xavier Chaves e Prados. Cada localidade oferece sua própria contribuição única para a riqueza natural e cultural da região, tornando o refúgio um destino fascinante para os visitantes.
O refúgio estende-se ao longo de um imponente paredão rochoso, cuja majestosa presença emoldura a paisagem. A área de vegetação que compõe o refúgio é uma combinação harmoniosa de diferentes formações, incluindo trechos de mata Atlântica exuberante, campos rupestres singulares e a paisagem característica do cerrado.
Dentro do refúgio, existem várias atrações que permitem aos visitantes explorar e vivenciar a espetacularidade da paisagem e a diversidade da fauna e flora local. Alguns pontos de interesse incluem a Casa da Serra, um espaço que oferece informações e exposições sobre a história e a geologia da região, a Casa das Águas, onde é possível aprender sobre a importância dos recursos hídricos da serra, e diversas trilhas que percorrem diferentes ecossistemas.
Entre as trilhas disponíveis, destacam-se a Trilha do Carteiro, que oferece vistas panorâmicas deslumbrantes, a Trilha da Biquinha, que leva a uma bela fonte de água cristalina, a Trilha da Mão D’água, que conduz a uma cachoeira encantadora, a Trilha do Sopé da Serra, que permite explorar as áreas mais baixas da serra, e a Trilha do Mangue, que oferece a oportunidade de observar de perto a riqueza da biodiversidade local.
Em suma, o Refúgio de Vida Silvestre Libélulas da Serra de São José é uma área de grande importância ecológica, onde a beleza da paisagem se mescla com a diversidade da vida selvagem. Os visitantes têm a oportunidade de explorar trilhas, conhecer a rica cultura local e maravilhar-se com a variedade de libélulas encontradas nessa região única.

## Ruínas da fazenda Ponta do Morro
A Fazenda da Ponta do Morro,cujas ruínas estão localizadas em Prados, possui uma história fascinante que remonta aos tempos da Inconfidência Mineira. Pertencente ao Coronel Francisco Antônio de Oliveira Lopes e sua esposa, Hipólita Jacinta Teixeira de Melo, a fazenda serviu como local de encontros secretos dos inconfidentes, desempenhando um papel significativo no movimento pela independência do Brasil. Hipólita Jacinta, a única mulher envolvida na Inconfidência Mineira, desempenhou um papel importante ao enviar um bilhete ao Padre Carlos Corrêa de Toledo e Mello, Vigário da Comarca do Rio das Mortes. Esse bilhete, supostamente carregado por Vitoriano Gonçalves Veloso, o único inconfidente negro, alertava os conspiradores sobre as ações do governo, que levaram à prisão, ao degredo e até mesmo à morte de muitos dos envolvidos no movimento.
Ao longo dos anos, a fazenda testemunhou os eventos cruciais que moldaram o destino dos inconfidentes e do Brasil colonial. No entanto, em 1929, a sede da fazenda já havia sido demolida e sua estrutura histórica, incluindo o madeiramento e outros elementos ornamentais do belo casarão, foram removidos do local. Apesar da ausência física da sede da fazenda, a sua importância histórica e cultural permanece viva na memória e nas narrativas transmitidas ao longo das gerações. A Fazenda da Ponta do Morro é um lembrete poderoso do papel desempenhado pelos inconfidentes e das lutas travadas por eles em busca da independência e da justiça.
Hoje, visitantes e entusiastas da história têm a oportunidade de explorar o legado deixado pela fazenda e pelos inconfidentes por meio de relatos históricos, documentos e locais relacionados, como a Comunidade de Bichinho, que tem sua origem ligada a Vitoriano Gonçalves Veloso. Essa conexão com o passado oferece uma compreensão mais profunda dos eventos históricos que moldaram não apenas a região, mas também o país como um todo.
Embora a estrutura física da Fazenda da Ponta do Morro não esteja mais presente, sua importância como um local de reunião e sua conexão com a história da Inconfidência Mineira continuam a intrigar e encantar aqueles que se interessam pela história e cultura do Brasil colonial.

## Casa da Serra

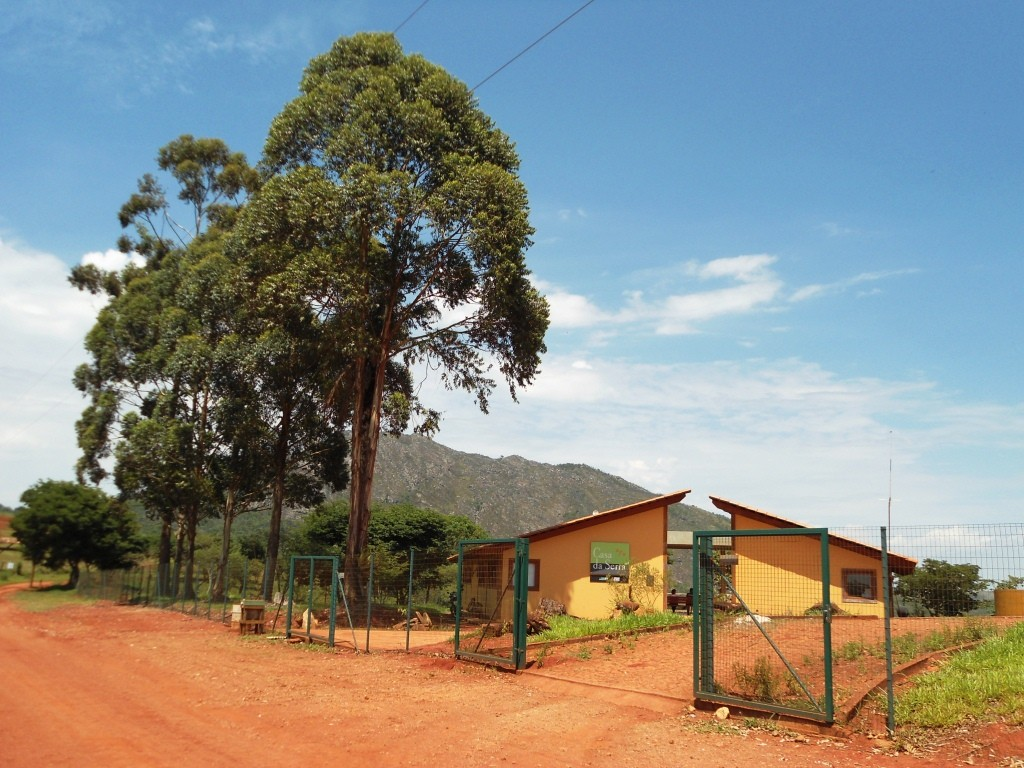
Casa da Serra, na Estrada Parque.

O Instituto Estadual de Florestas (IEF) é sediado na Casa da Serra, em Prados (Minas Gerais), é responsável pela proteção das matas e florestas da região. Localizada na Estrada Parque, uma estrada que leva até a Pedreira (uma trilha para subir a serra), sendo a unidade operacional do IEF para a fiscalização da REVS Libélulas da Serra de São José.